# 19 de l'Àguila
19 de l'Àguila (!9 Aquilae) és una estrella de la constel·lació de l'Àguila. La seva magnitud és 5,23. Es troba a 142 anys llum del sistema solar.